# 六月リスト
六月リスト（ろくがつリスト、スウェーデン語:Junilistan）は、2004年に設立されたスウェーデンの欧州懐疑主義政党。同年の欧州議会選挙では3議席を獲得したが、2009年の選挙では全議席を失った。2006年のスウェーデン議会（リクスダーゲン）選挙にも挑んだが0.47％の得票率に終わり、議席獲得に必要な4%には届かなかった。現在の党首はヨルゲン・アップルグレン。

## 歴史

### 設立
2003年に行われたスウェーデンのユーロ導入の是非を問う国民投票で、導入が否決されたことを受け翌年に結党。党の共同設立者はノルデア銀行のチーフ・エコノミストにして元スウェーデン社会民主労働党員のニルス・ランドグレン。ランドグレンはユーロ導入や将来の欧州連合加盟に不満を抱く国民から少なからぬ支持を得ている。国内の政党の中では、社会民主党やその他左派政党のほか右派政党は軒並み欧州統合を良しとする一方で、左翼党や緑の党は欧州懐疑主義的な傾向がある。
党名は、国民投票でマーストリヒト条約批准が否決された後に結党したデンマークの欧州懐疑主義政党六月リストに因み、スウェーデンの六月リストはこのデンマークの六月リストから多大なる影響を受けている。

### 2004年欧州議会議員選挙
2004年の欧州議会議員選挙で14%の得票率を得て、スウェーデンに割り当てられている19議席中3議席を獲得した。六月リストから当選したのはランドグレン、前社会民主党のヘレネ・ゴーディン、そして前キリスト教民主党のラーズ・ウォーディンであった。なお、ウォーディンは「2006年の選挙でスウェーデン連合から出馬する」
ことを理由に挙げ同年離党、古巣のキリスト教民主党に復党したため2議席となった。六月リストは欧州議会での無所属グループ旗揚げに関わった政党でもある。

### 2006年スウェーデン議会選挙
2006年の国政選挙に当たり、六月リストは公務員増員とそれに伴う増税や地方分権などをマニフェストに掲げ選挙戦を展開。前年9月実施の世論調査では支持率が4.5％となり、議会進出に必要な4%を越えるのではないかとの予測がなされたものの、以後は4%を下回る状態が続き、結局は26,072票（0.47％）を得るに留まった。

### 2009年欧州議会議員選挙
支持率の伸び悩みが響き、2009年の欧州議会議員選挙ではこれまで保持していた議席を全て喪失した。